# Tipula (Eumicrotipula) zotzil
Tipula (Eumicrotipula) zotzil is een tweevleugelige uit de familie langpootmuggen (Tipulidae). De soort komt voor in het Neotropisch gebied.